# Cuiry-lès-Iviers
Cuiry-lès-Iviers è un comune francese di 38 abitanti situato nel dipartimento dell'Aisne della regione dell'Alta Francia.

## Società

### Evoluzione demografica
Abitanti censiti